# São José do Goiabal
São José do Goiabal is een gemeente in de Braziliaanse deelstaat Minas Gerais. De gemeente telt 5 743 inwoners (schatting 2009).

## Aangrenzende gemeenten
De gemeente grenst aan Dionísio, Rio Casca, São Domingos do Prata en São Pedro dos Ferros.